# 吉居亜希子
吉居 亜希子（よしい あきこ、1981年11月25日 - ）は、日本の女優。福岡県出身。オフィスMORIMOTO二部所属。

## 来歴
1981年長崎に生まれ、福岡で育つ。博多女子高等学校を卒業後、日本大学芸術学部映画学科演技コースに進学。在学中から自主製作映画に参加し、演技のキャリアをスタート。2000年には木村明子監督作品『ざくろの夢』にルル役で主演。2001年、19才の時にヒロイン・ユキ役で出演した筧昌也監督作品『美女缶』は、ゆうばり国際映画祭グランプリ、ぴあフィルムフェスティバルTBS賞を受賞。

## 作品

### テレビ
- 結婚披露宴〜人生最悪の3時間〜（2007年、フジテレビ） - 鳥居役
- まだ見ぬ父へ、母へ・魂で歌う青い海〜全盲のテノール歌手・新垣勉の軌跡（2007年、フジテレビ）
- 四つ葉神社ウラ稼業 失恋保険〜告らせ屋〜 第1話（2011年4月7日、讀賣テレビ） - 古川役
- 闇金ウシジマくん Season2 第6話（2014年2月21日、MBS） - パチンコ仲間役

### 映画
- ざくろの夢（2002年） - 主演
- 美女缶（2003年） - ヒロイン 美知川ユキ 役
- 豆腐姉妹（2003年）
- ロス:タイム:ライフ2（2005年） - 主演 ユミコ 役
- ジーナ・K（2005年） - ニナ役
- WATERS（2006年）
- Sweet Rain 死神の精度（2008年）
- バサラ人間（2009年）

### 舞台
- 「JUMP」〜ドブのなかの水〜　劇団TEAM-ODAC第6回公演（2008年）

### PV
- 「雫」藍坊主   （2003年）
- 「わからない人」フーバーオーバー （2003年）

### CF
- アサヒすらっと（2009年、「フォトストーリー　本日は、すらっと日和。」）